# Tetrica aequa
Tetrica aequa är en insektsart som beskrevs av Jacobi 1944. Tetrica aequa ingår i släktet Tetrica och familjen sköldstritar. Inga underarter finns listade i Catalogue of Life.